# Джон Ромер
Джон Льюїс Ромер (англ. John Lewis Romer; нар. 30 вересня 1941, Суррей, Англія) — британський єгиптолог, історик та археолог. Він створив та знявся в багатьох телевізійних археологічних серіалах, зокрема «Єгипет Ромера», «Стародавні життя», «Заповіт», «Сім чудес світу», «Візантія: Загублена імперія» та «Великі розкопки: історія археології».

## Біографія
Ромер здобув освіту в школі Оттершоу, державній школі-інтернаті поблизу Вокінга, графство Суррей, та в Королівському коледжі мистецтв у Лондоні, прийшовши до археології через епіграфічні дослідження живопису та малюнка. Він продовжив працювати художником у Персеполі та Каїрі, малюючи та вивчаючи стародавні написи.
Ромер розпочав свою археологічну роботу в 1966 році, коли брав участь в епіграфічному дослідженні Чиказького університету в храмах та гробницях давньоєгипетського поселення Фіви (сучасний Луксор). З 1977 по 1979 рік він організував експедицію до Долини царів, яка провела там перші розкопки з моменту відкриття гробниці Тутанхамона в 1922 році. У 1979 році він очолив експедицію Бруклінського музею з розкопок гробниці Рамсеса XI.
У 1979 році Ромер та його дружина (Елізабет Ромер, також археолог та дизайнерка) заснували в Берклі, Каліфорнія, Фонд Фіванців, організацію, що займається збереженням та документуванням королівських гробниць Фів. Одним із результатів цього стало створення Theban Mapping Project.
Серед книг Ромера (деякі з яких він написав у співавторстві з дружиною) – «Долина царів», «Стародавні життя», «Заповіт» та «Сім чудес світу», багато з яких транслювалися по телебаченню. Його найновіші роботи, трилогія під назвою «Історія Стародавнього Єгипту», були опубліковані відповідно у 2012, 2017 та 2023 роках.
Ромер живе в Тоскані, Італія.

## Твори

### Книги
- Ромер, Джон (1977), Пошкодження царських гробниць у Долині царів (неопубліковано)
- Ромер, Джон (1981), Долина царів; Нью-Йорк, штат Нью-Йорк: Henry Holt and Company 1981; ISBN 0-8050-0993-0.
- Ромер, Джон (1984), Давні життя: Повсякденне життя фараонів у Єгипті (Перевидано, 1990, як Давні життя, історія будівників гробниць фараона); Лондон: Phoenix Press,  ISBN 1-84212-044-1.
- Ромер, Джон (1988), Заповіт: Біблія та історія; Лондон: Michael O'Mara Books; ISBN 1-85479-005-6 Нью-Йорк: Henry Holt and Co., 1989;ISBN 0-8050-0939-6 (За мотивами телесеріалу «Заповіт» на Channel Four).
- Ромер, Джон (1993), Викрадення Тутанхамона; Лондон: Michael O'Mara Books, 1993; ISBN 1-85479-169-9.
- Ромер, Джон (1993), Єгипет Ромера; Лондон: Michael O'Mara Books, 1993; ISBN 0-7181-2136-8.
- Ромер, Джон та Елізабет Ромер (2000), Великі розкопки: Історія археології Джона Ромера; Лондон: Cassell; ISBN 0-304-35563-1.
- Ромер, Джон (2007), Велика піраміда: Перегляд Стародавнього Єгипту
- Ромер, Джон (2012). Історія Стародавнього Єгипту. Том 1: Від перших землеробів до Великої піраміди. Аллен Лейн.ISBN 978-1-84614-377-9
- Ромер, Джон (2017). Історія Стародавнього Єгипту. Том 2: Від Великої піраміди до падіння Середнього царства. Видавництво Святого Мартіна. ISBN 978-1-25003-013-9
- Ромер, Джон (2023). Історія Стародавнього Єгипту. Том 3: Від царів-пастухів до кінця фіванської монархії. Penguin. ISBN 978-0-24145-499-2

### Документальні фільми
- «Єгипет Ромера» (1982), BBC TV; 3 епізоди; 120 хвилин
- «Життя давніх» (1984), Центральне телебачення (ITV); 4 епізоди; 205 хвилин.
- «Заповіт» (1988), «Антилопа»/Четвертий канал; 7 епізодів; 363 хвилини
- «Викрадення Тутанхамона» (1993); Channel 4/PBS/Voyager Films; 1 епізод; 65 хвилин
- Сім чудес світу (1994); ABTV/Discovery Channel; 4 епізоди; 202 хвилини.
- Візантія: Загублена імперія (1997); ABTV/Ibis Films/The Learning Channel; 4 епізоди; 209 хвилин.
- Великі розкопки: Історія археології Джона Ромера (також випущено як Загублені світи: Історія археології) (2000); ABTV/Channel Four/Southern Star; 6 епізодів; 300 хвилин.